# Promontorialtest
Der Promontorialtest ist eine Methode zur Untersuchung der Reizweiterleitung vom Innenohr über den Hörnerv zum Stammhirn.

## Durchführung
Eine elektrisch leitfähige Nadel wird durch das Trommelfell gestoßen und auf das Promontorium tympani aufgesetzt. Am Mastoid und meist zwei weiteren Punkten des Kopfes werden Messelektroden aufgesetzt. Über die Nadelelektrode werden dann Spannungsimpulse definierter Amplitude und Form eingeleitet. Diese werden vom Hörnerv aufgefangen und weitergeleitet. Die Messelektroden erfassen dann verschiedene Potentiale, die durch die Fortleitung zeitlich verzögert zum Impuls entstehen.
Auch eine subjektive Beschreibung der simulierten Schallempfindungen durch den Patienten ist möglich und für die Bewertung der Reizweiterleitung sehr wertvoll.

## Anwendung
Der Promontorialtest erlaubt es, eine Aussage über den Zustand des Hörnervs und der nachfolgenden Reizweiterleitung zu erhalten, auch wenn das Innenohr irreparabel geschädigt ist. Dies ist unter Umständen vor dem Einsatz eines Cochleaimplantats hilfreich, da ein Cochleaimplantat einen intakten Hörnerv benötigt.

## Risiken
Es handelt sich um eine invasive Untersuchungsmethode, bei der das Trommelfell des Patienten verletzt werden muss. Daraus ergibt sich ein Infektionsrisiko sowie die Möglichkeit, dass beim Einführen der Nadel das Mittelohr in Mitleidenschaft gezogen wird. In unmittelbarer Nähe des Trommelfells verläuft der Nervus facialis; viele Patienten empfinden eine Reizung bis heftigen Schmerz, der bei einigen eine Ohnmacht auslösen kann. 

## Alternative Methoden
Statt die elektrischen Signale am Promontorium tympani einzuleiten, kann eine Gehörgangs-Elektrostimulation durchgeführt werden. Dabei wird mit einer Elektrode die Wand des Gehörgangs kontaktiert. Damit wird die Verletzung des Gehörs vermieden.